# Helice tridens
Helice tridens es una especie de cangrejo que se habita las llanuras de marea alrededor de las costas de Japón y la península coreana.

## Ecología
Esta especie es semi-terrestre, vive en tierra pero regresa al mar para engendrar. Se cree que lla especie se ve adversamente afectada por la presencia de mapaches (Procyon lotor), un depredador invasivo. H. tridens Tiene requrimientos de salinidad que similares a los de otros cangrejos de estuario de Japón, Helicana japonica y Chiromantes dehaani.
De pequeño, se refugia en madrigueras en juncales, aparentemente para evitar el canibalismo; esto también puede motivar la migración de adultos hacia lagunas de agua salobre en verano, momento en que los cangrejos superan su capacidad para soportarlos.

## Taxonomía
Helice tridens fue descrita por primera vez por Wilhem de Haan en un volumen de 1835 de Fauna Japonica, como Ocypode tridens. La subespecie anterior H. t. wuana y H. t. sheni son ahora reconocidas como especie separada, Helicana wuana.